# Župnija Sv. Lenart - Podgorci
Župnija Sv. Lenart - Podgorci je rimskokatoliška teritorialna župnija dekanije Velika Nedelja Ptujsko-Slovenjegoriškega naddekanata, ki je del nadškofije Maribor.

## Sakralni objekti
Cerkev sv. Lenarta, Podgorci (župnijska cerkev)